# Richard in Stars Hollow
Richard in Stars Hollow es el 33er episodio de la serie de televisión norteamericana Gilmore Girls.

## Resumen del episodio
Con una advertencia que Rory le hizo a Kirk (las películas para adultos estaban al alcance de los niños), ella se convierte en el centro de atención del pueblo, pues Taylor le agradece y le dice que por ella se ha creado una sección para las películas de adultos en la tienda de vídeos. Esta historia le interesa mucho a Paris y decide ponerla para el diario escolar de Chilton. Richard, recién jubilado, está volviendo loco a Emily, pues observa cada uno de sus movimientos y acciones, así que ella llama a Lorelai para que invite a su padre a pasar el día entero en Stars Hollow. De esta manera, Richard llega al pueblo y desayuna con Lorelai en Luke's, luego va a la posada Independence, sin embargo, Richard critica la vestimenta que Lorelai usa en su trabajo y cómo se habla con los empleados. Rory y Paris buscaban la historia para el diario y tuvieron que tomarse la tarde para conseguirla, mientras Lorelai debió estar con su padre hasta la cena. Ya en la noche, a la hora de ordenar la comida, Dean aparece con el auto que le había construido, ya terminado. Pero Richard no acepta que su nieta maneje el carro, así que exige ser revisado por Gipsy.

## Curiosidades
- Lorelai le pregunta a su padre si no tuvo problemas con la dirección, como si fuese la primera vez que él va a su casa. Sin embargo, Richard y Emily estuvieron para el cumpleaños 16 de Rory.

- Datos: Q11703213